# Polyester
Polyester è un film del 1981 diretto da John Waters, quinta collaborazione del regista col suo attore feticcio Divine.

## Trama
Francine Fishpaw è una casalinga appartenente alla classe media di Baltimora. È una donna grassa, brutta e molto credente. Sfortunatamente ha un marito che è proprietario di una catena di cinema porno, una figlia cui piace divertirsi e cambiare spesso ragazzo, e un figlio delinquente che in città chiamano con terrore "l'acciaccatore". Quando scopre che suo marito la tradisce con la segretaria, escogita una terribile vendetta.

## Distribuzione
Polyester ebbe la sua prima cinematografica al Charles Theatre di Baltimora il 15 maggio 1981, ma uscì nelle sale italiane solo nell'agosto 1983, ben due anni dopo.
Chiaramente ispirato ai "gimmick" di William Castle e alla Smell-O-Vision, tecnica di visione olfattiva sperimentale, andata fallita negli anni '60, John Waters inventò l'Odorama. Agli spettatori, prima di entrare in sala, veniva consegnata insieme al biglietto d'entrata una scheda chiamata "Odorama Card"; questo cartoncino recava dieci piastrine che strofinate emettevano ognuna un odore diverso da annusare in precisi momenti del film. Proprio per questo all'uscita nei cinema statunitensi il film fu pubblicizzato come "Il primo a coinvolgere anche l'olfatto dello spettatore con fragranze vomitevoli" (in Italia lo slogan era semplicemente "È un film puzzesco!"), anche se l'iniziativa non fu un successo e quello che veniva promosso come "Il primo film in Odorama" finì per essere l'unico. I dieci odori erano: profumo di rosa, flatulenza, colla per modellini, benzina, pizza, secrezione di puzzola, gas da forno, odore di auto nuova, puzza di piedi e profumatore per ambiente.
Fu trasmesso in prima tv martedì 24 aprile 1990, alle 23 su Rai tre, poi venne ritrasmesso il 19 agosto 1991, alle 00:15, per poi venir replicato alla stessa ora lunedì 9 settembre.
Alle 20:30, il 7 aprile 1993 venne trasmesso su Cinquestelle.
Più recentemente, è stato trasmesso nel 2005 il 28 gennaio alle ore 21.05, il 29 gennaio alle ore 14.00 e il 30 gennaio alle ore 09.20 su canal Jimmy.
Questa versione del film è priva di tutte le scene che concernono l'Odorama, ovvero tutti i numeri in sovrimpressione che questa necessitava e in particolare la sequenza d'apertura con la presentazione delle istruzioni della stessa da parte del Dott. Quackenshaw.
Nel 2019 la Criterion Films ha restaurato e rimasterizzato la pellicola in 4K, pubblicando in U.S.A. per la prima volta un'edizione in alta definizione.
Totalmente inedito in home video, Polyester è stato pubblicato per la prima volta in DVD il 13 marzo 2024 da Sinister Film.